# Relais de poste

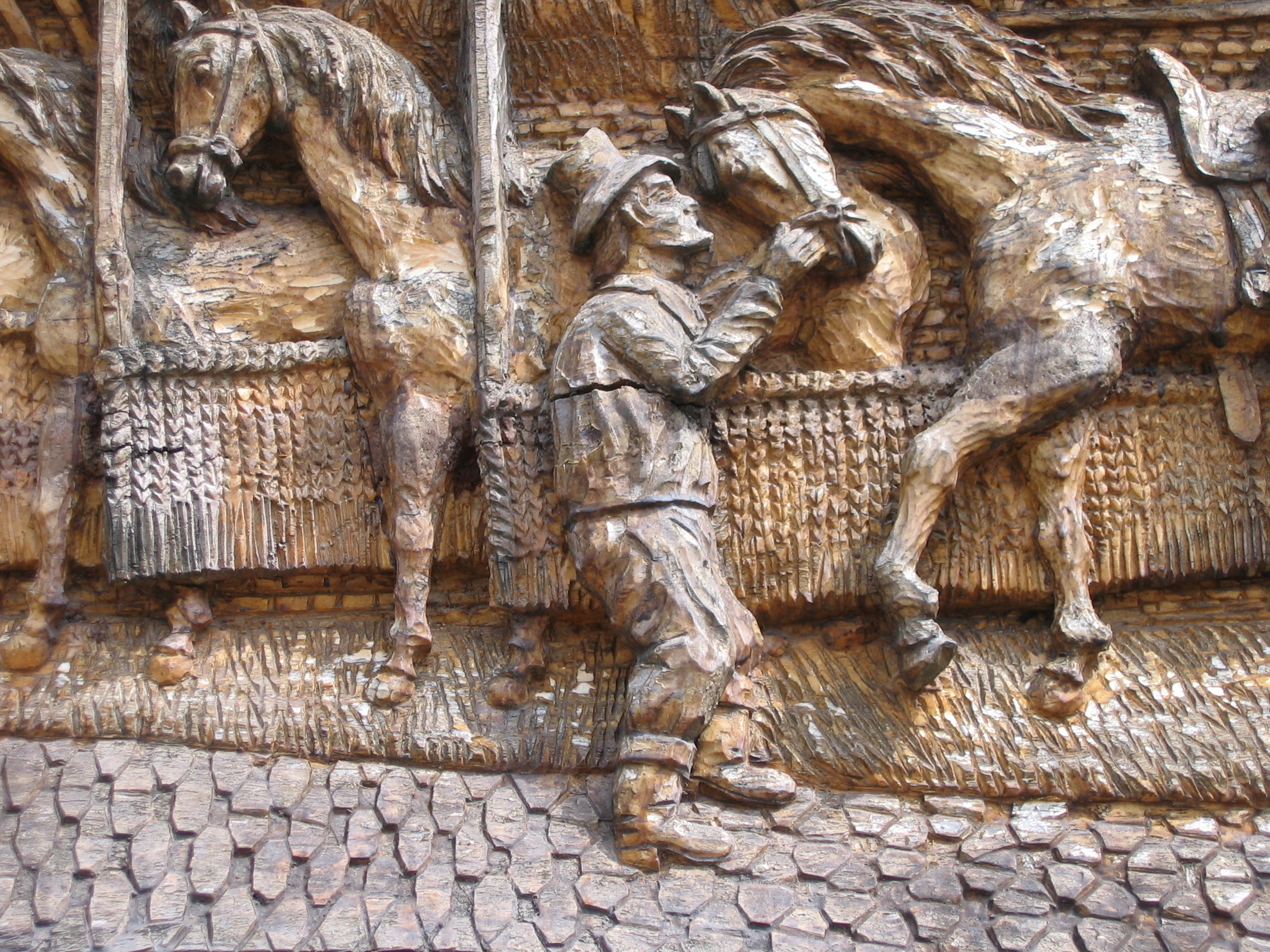
Détail de sculpture sur bois en bas-relief d'un relais de Poste à chevaux de Launois, Ardennes.

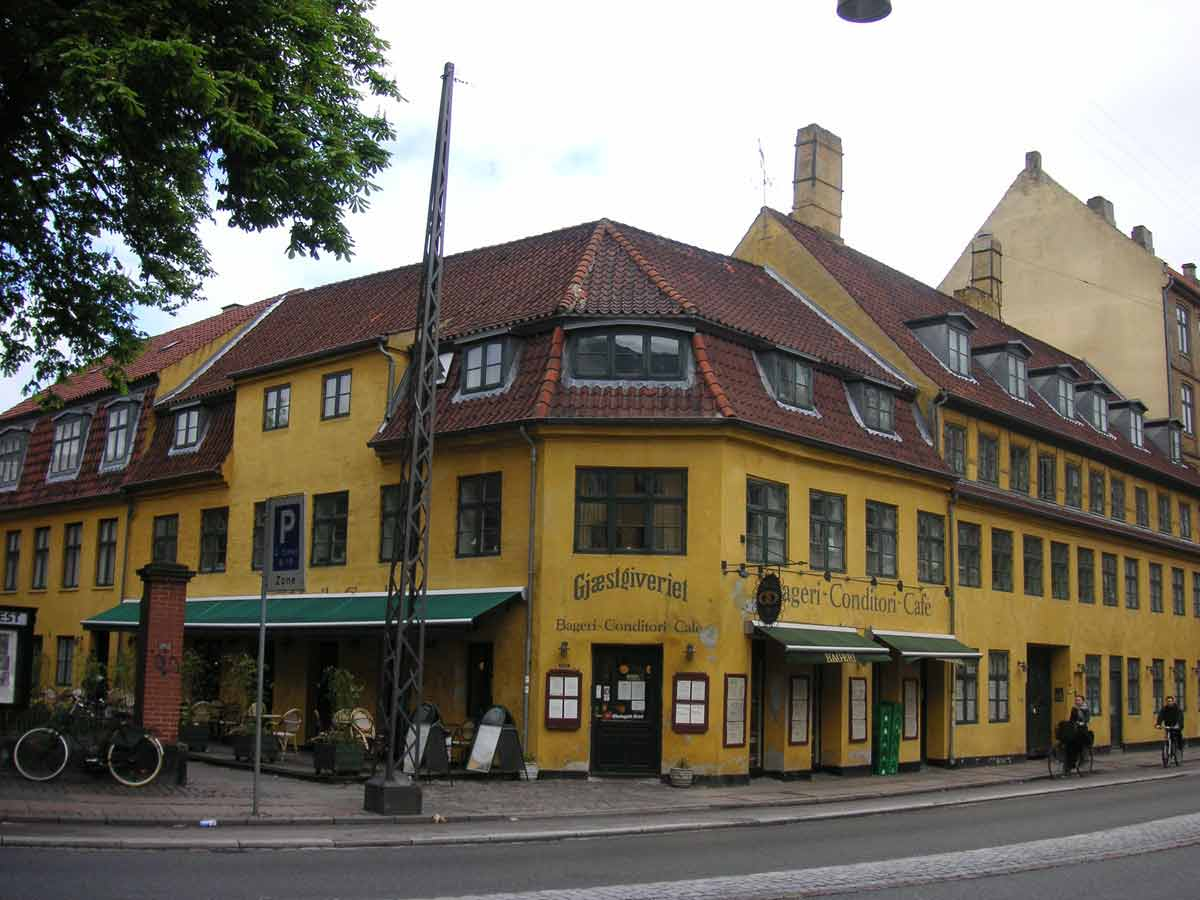
L'ancien relais de poste "Sorte Hest" (Au Cheval noir) à Copenhague.

Le relais de poste est le lieu où étaient tenus prêts des chevaux frais pour les cavaliers (et plus tard pour les voitures hippomobiles), afin de permettre une vitesse maximale à la communication par courrier.

## Historique
Selon les historiens grecs Xénophon et Hérodote, le premier système de relais de poste, considéré comme une organisation d'État, remonte au fondateur de l'Empire perse, Cyrus II (VIe siècle av. J.-C.).
Le système de chevaux et relais apparait en Chine sous la dynastie des Han (IIe siècle av. J.-C. au IIe siècle apr. J.-C.)
Ce système est repris par Auguste en 27 av. J.-C. pour son Cursus publicus. Il ne survit pas à l'effondrement de l'Empire romain d'Occident.
Genghis Khan, au XIIIe siècle préserve le système de relais dans la Chine du Nord. Son fils Ögedeï le développe dans tout l'Empire mongol.
En 1260, le sultan Baybars crée son système de relais en Arabie.

## France

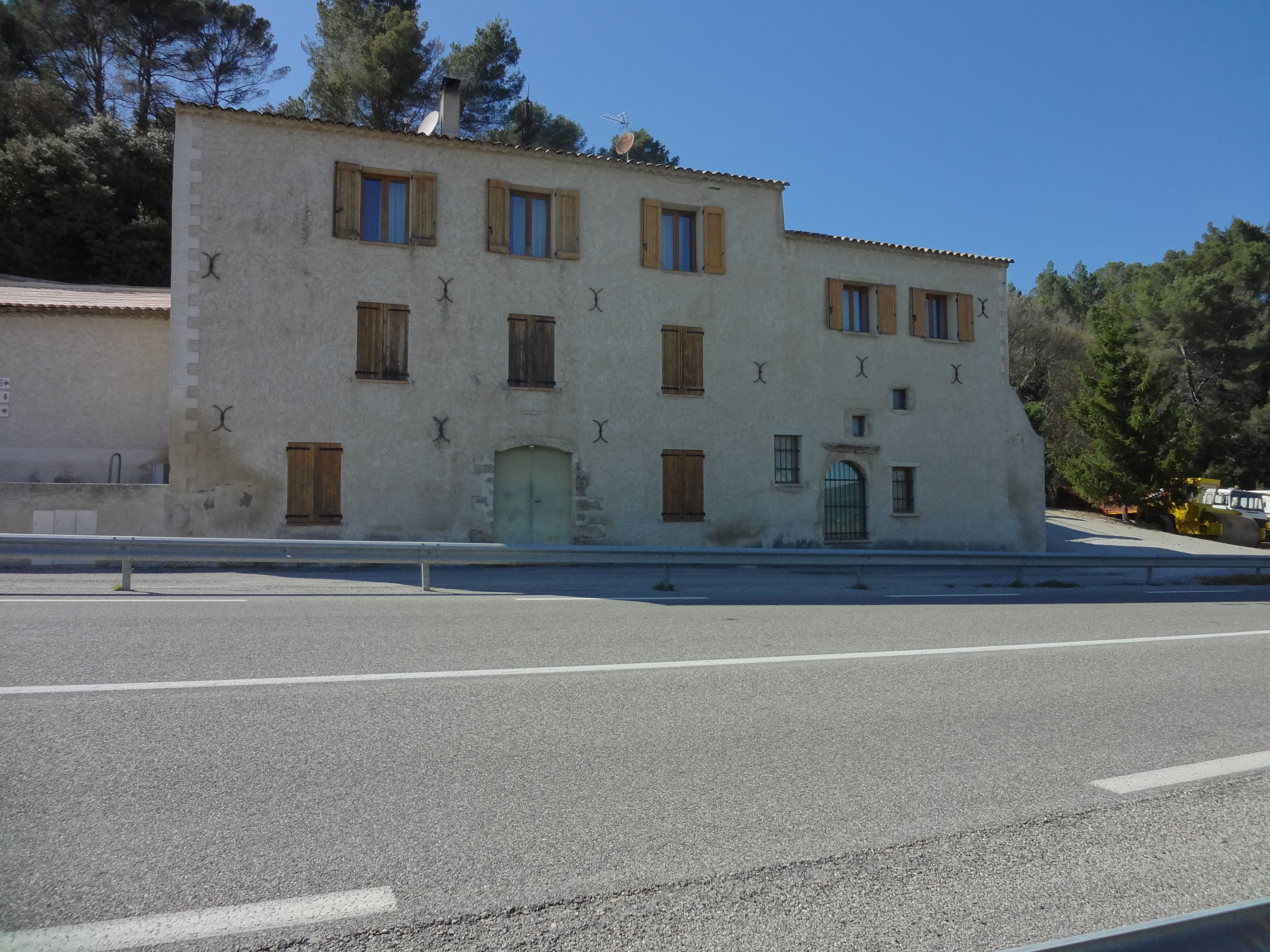
Relais de poste à Lurs (Alpes-de-Haute-Provence), sur la RN 96.

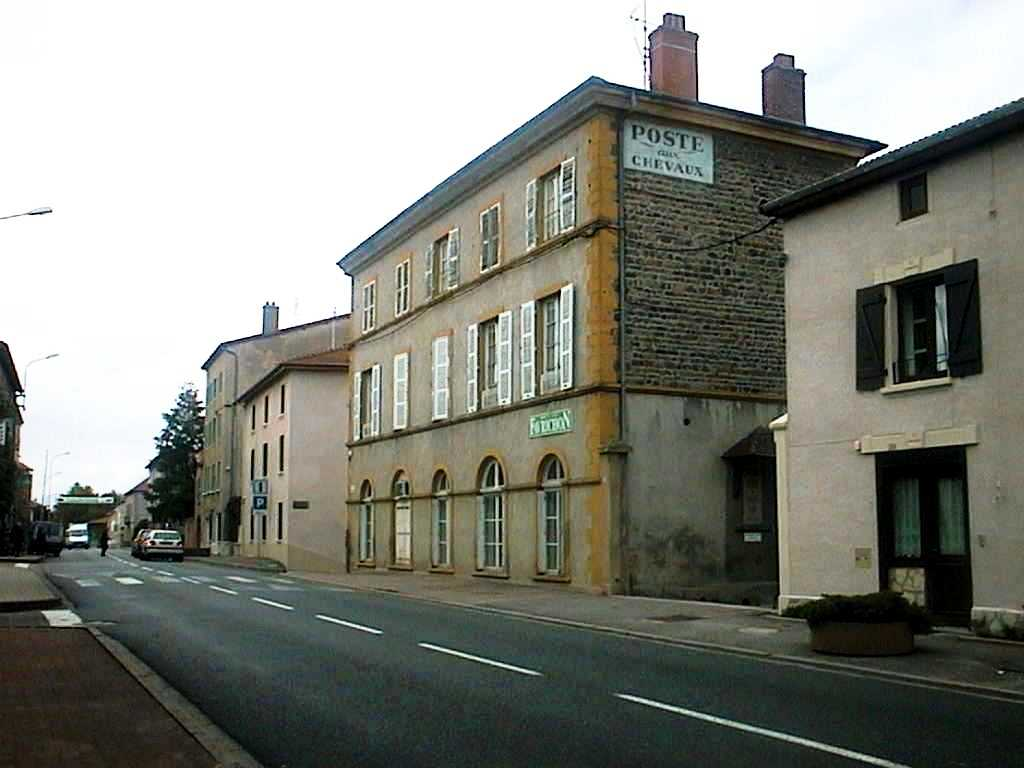
Relais de poste de Saint-Symphorien-de-Lay sur la RN 7.

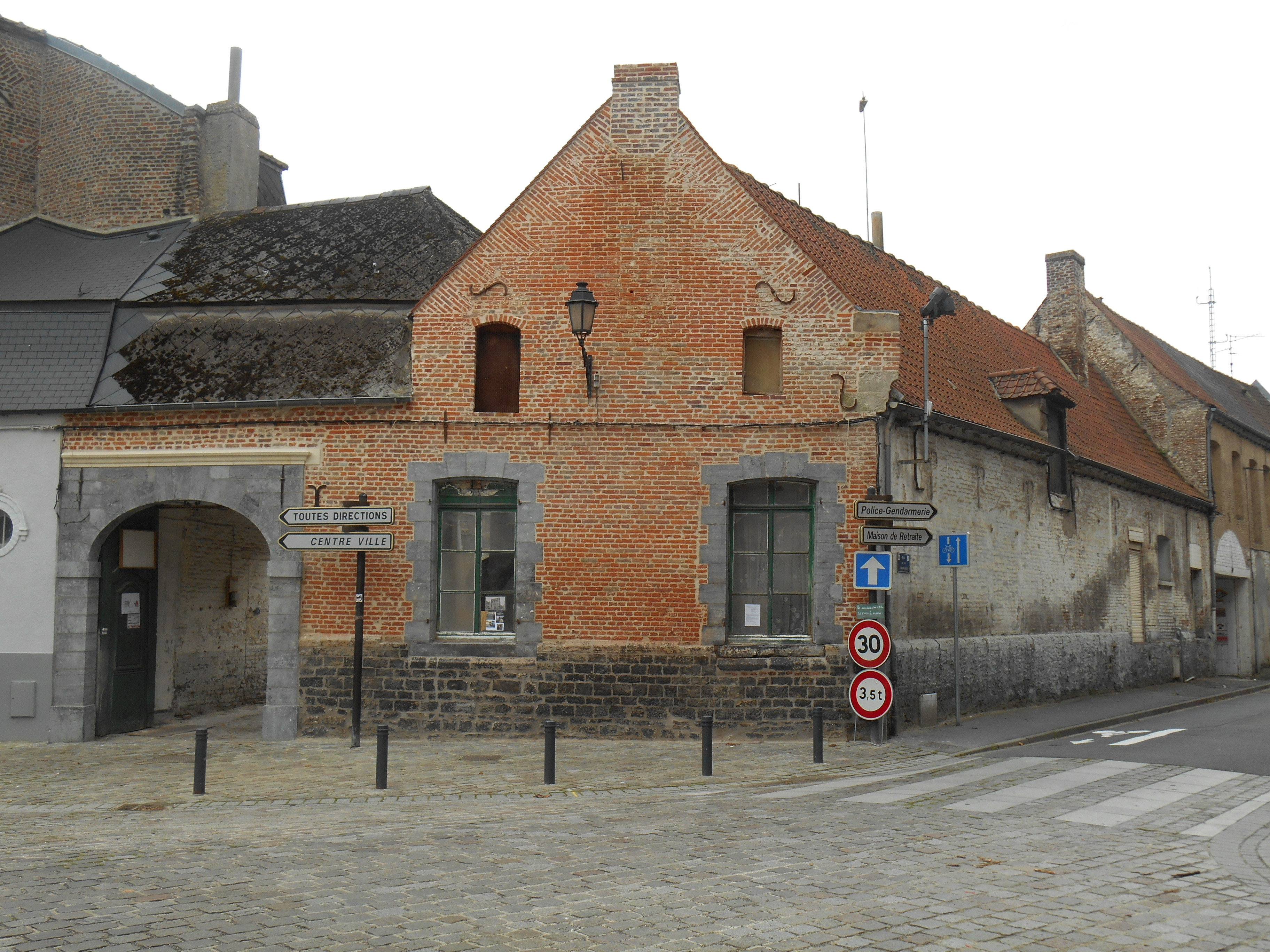
L'ancien Relais de Poste de Condé-sur-l'Escaut.

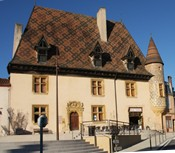
« Le Petit Louvre » de La Pacaudière.

- Louis XI crée des relais de poste et le service des chevaucheurs du Roi en 1464 (par l'édit de Luxies/ Lucheux). Les itinéraires ne mènent alors qu'aux théâtres d’opérations militaires et ne sont établis qu'à titre provisoire. Le réseau n'achemine que les messages et la correspondance royale. Les relais sont dirigés par des tenants-poste, précurseurs des maîtres de poste. (Cet édit est aujourd'hui considéré comme un faux[1],[2])
- Louis XII met le service à la disposition du public en 1506[3].
- En 1630, Louis XIII nomme des maîtres de courriers agréés, chargés d'améliorer le fonctionnement des postes et protéger les responsables des relais de la concurrence déloyale. On appelle parfois « bottes de sept lieues » les bottes utilisées par les postillons. On pense généralement qu’elles sont ainsi nommées parce que les relais de poste sont distants d’environ sept lieues (environ 28 kilomètres). Mais les postes, distances entre deux relais, ne sont pas rigoureusement ni officiellement fixées : la distance varie énormément selon la nature des zones de parcours, plaines, montagnes, l’état des routes, etc. Elle est en moyenne, au XVIIe siècle, entre 16 et 20 kilomètres, soit quatre à cinq lieues[4]. Suivant l'état des routes, ils sont distants de quatre à sept lieues (entre 16 et 28 kilomètres)[5].
- Sous Louis XIV, le réseau routier français est réparé, modernisé et fortement développé. En 1672, est créée la ferme générale des postes.
- Sous le Premier Empire (1804-1814), on compte près de 1 400 relais de poste et 16 000 chevaux frais disponibles à travers la France[5].
- En 1818, les distances peuvent se compter en lieues ou demi-postes[6].
- En 1827, la Poste aux lettres et la Poste aux chevaux sont officiellement unifiées. Les relais de poste se transforment petit à petit en écuries, pour permettre la poursuite de l'acheminement du courrier avec des chevaux frais, en auberges pour la restauration du personnel des Postes et des voyageurs, et en gîtes pour leur hébergement. De nombreux établissement actuels trouvent encore leur origine dans un relais de poste.
- Concurrencés par le chemin de fer, dont le réseau s'étend rapidement sous le Second Empire et dont la vitesse surpasse celle de la malle-poste – les relais de poste voient leur fréquentation baisser. Ils sont officiellement supprimés en 1873.

Les relais de poste relèvent donc autant de l'histoire de l'acheminement du courrier et de La Poste que de celle du transport public.

## Saint-Empire, Europe centrale
En 1718, tous les territoires couverts par le Saint-Empire romain germanique et/ou dépendant de la Maison d'Autriche sont parcourus de routes de poste jalonnées de relais, depuis la France et les Pays-Bas jusqu'aux confins de la Pologne et de la Hongrie turque. Le système de la Reichspost (Poste de l'Empire) est à la main de la famille de Thurn und Taxis.
En 1848, les routes de postes et grandes routes d'Europe vont jusqu'à Kherson et Moscou.

## Chine
Le plus vaste et rapide système de relais de chevaux est mis en place au XIIIe siècle par les Mongols et développé par leur empire Yuan.